# Сінгапурська біржа
Сінгапурська біржа (англ. Singapore Exchange Limited (SGX)) — біржовий конгломерат, який працює на ринках акцій, облігацій, валюти та товарів. Він надає широкий спектр послуг з лістингу, торгівлі, клірингу, розрахунків, депозитарних та інформаційних послуг. Біржа базується в Сінгапурі.
Біржа була створена у 1999 році внаслідок об’єднання Сінгапурської фондової біржі та Сінгапурської валютної біржі (SIMEX). Торги на біржі проводяться лише в електронному режимі. Серед оборотних інструментів – акції, облігації, варранти, деривативи на фондові та товарні базові активи. Сінгапурська біржа входить в Світову федерацію бірж  та Федерацію фондових бірж Азії та Океанії.

## Структура
Сінгапурська біржа складається з різних підрозділів, кожен з яких має свої певні завдання.
- SGX ETS (Electronic Trading System): забезпечує глобальний торговий доступ до ринків SGX, де 80% покупців знаходяться за межами Сінгапуру[6].
- SGX DT (Derivatives Trading): забезпечує торгівлю деривативами (похідними інструментами).
- SGX ST (Securities Trading): забезпечує торгівлю цінними паперами[7].
- SGX DC (Derivatives Clearing): дочірнє підприємство для клірингових та розрахункових операцій[8].
- SGX AsiaClear: пропонує клірингові послуги для безготівкових (позабіржових) договорів про обмін нафти та форварду фрахту[9].
- SGX Reach: електронна торговельна платформа.
- Центральний депозитарій Pte Ltd: допоміжна компанія, відповідальна за кліринг, розрахункові та депозитарні послуги.
- Asian Gateway Investments Pte Ltd: дочірнє підприємство, що повністю належить компанії.
- Singapore Exchange IT Solutions Pte Ltd: надає комп'ютерні послуги та технічне обслуговування, а також обслуговування програмного забезпечення[10].

## Торговельна система
У серпні 2004 року Сінгапурська біржа запустила SGX Quest (систему котирування та виконання SGX). Ця система використовується для обміну деривативами та цінними паперами.

## Часи торгів
Місцевий час:
|                     | Початок | Закінчення |
| ------------------- | ------- | ---------- |
| Попереднє відкриття | 8:30    | 8:59       |
| Торги               | 9:00    | 11:59      |
| Перерва             | 12:00   | 12:59      |
| Торги               | 13:00   | 17:00      |
| Попереднє закриття  | 17:00   | 17:05      |
| Закриття            | 17:06   |            |

## Історія

### Формування SGX
Сінгапурська біржа була заснована 1 грудня 1999 року як холдингова компанія. Статутний капітал Сінгапурської фондової біржі (Stock of Exchange of Singapore (SES)), Сінгапурської міжнародної валютної біржі (SIMEX)) та компанії цінних паперів, клірингових та комп’ютерних послуг Pte Ltd (Securities Clearing and Computer services (SCCS)) було скасовано, а нові акції, випущені цими компаніями були повністю оплачені Сінгапурською біржею. Таким чином, всі активи, які належали цим трьом компаніям, були передані Сінгапурській біржі.
Основний індекс — Straits Times Index (STI). Він відображає стан 30 великих сінгапурських компаній, які торгують в сінгапурських доларах.

### Представництва
- 18 квітня 2008 року Сінгапурська біржа відкрила своє представництво у Пекіні (КНР).
- 8 червня 2010 року було оголошено про відкриття представницького офісу біржі у Лондоні (Велика Британія)[14][15][16].

### Партнерство
Сінгапурська біржа уклала договір про партнерство з NASDAQ OMX. Разом вони нададуть набір інструментів та рішень для підтримки компаній.

### Подвійна валютна торгівля
Станом на 2 квітня 2012 року було оголошено, що Сінгапурська біржа планує запровадити подвійну валютну торгівлю цінними паперами, яка включає в себе акції, облігації тощо у двох номіналах: сінгапурський долар та долар США.

### Фінансові показники
Станом на 31 січня 2010 року Сінгапурська біржа налічувала 774 компанії об’єднані ринковою капіталізацією S$650 мільярдів. Доходи Сінгапурської біржі складаються в основному з ринку цінних паперів (75%) та деривативів (25%).

## Об’єднання

### Об’єднання з Австралійською біржею цінних паперів
Сінгапурська біржа планувала процес об’єднання з Австралійською біржею цінних паперів (Australian Securities Exchange (ASX)). Якби ця угода мала б успіх, то утворилась б біржа з ринковою вартістю 14 мільярдів доларів США. Австралійська комісія з питань конкуренції та споживчих настроїв 15 грудня 2010 року оголосила, що не заперечує про поглинання Сінгапурською біржею Австралійської біржі цінних паперів.
Плани Сінгапурської біржі щодо придбання Австралійської біржі цінних паперів викликали критику Токійської фондової біржі (TSE), яка є другим за величиною акціонером Сінгапурської біржі. Голова Токійської фондової біржі Ацуші Сайто побоюється ізоляції Токійської фондової біржі внаслідок об’єднання бірж.
8 квітня 2011 року було оголошено про блокування злиття Сінгапурської біржі та Австралійської біржі цінних паперів.

### Об’єднання з Лондонською фондовою біржею
У липні 2012 року Сінгапурська біржа перебувала у стані злиття з Лондонською фондовою біржею (London Stock Exchange (LSE)) . Обидві біржі вже підписали угоду про транскордонну торгівлю. Однак, 20 липня Сінгапурська біржа заявила про те, що у неї немає у планах поглинання чи злиття з Лондонської фондовою біржею.

## Список компаній Сінгапурської біржі
Станом на лютий 2017 року на Сінгапурській біржі було зареєстровано 754 лістингові компанії (виключаючи ГДР, хедж-фонди, боргові цінні папери) з ринковою капіталізацією 700 мільярдів доларів США.
|                                         | Листопад 2015 року |
| --------------------------------------- | ------------------ |
| Внутрішні лістинги                      | 483                |
| Іноземні лістинги (виключаючи КНР)      | 165                |
| Китайські лістинги                      | 123                |
| ГДР, хедж-фонди та боргові цінні папери | 2                  |
| Загальна кількість лістингів            | 773                |

## Основні акціонери
Нижче наведений перелік акціонерів Singapore Exchange LTD, які мають принаймні 5% станом на 3 серпня 2015 року:
- SEL Holdings PTE Ltd – 23,66%.

Примітка: Виключені службові компанії-номінанти.